# Tip (Zeitschrift)
Der tip ist ein seit Januar 2023 monatlich, zuvor zweiwöchentlich erscheinendes Berliner Stadtmagazin, das 1972 von Klaus Stemmler gegründet wurde. Es wird von der Tip Berlin Media Group GmbH herausgegeben, die bis 2013 als Tip Verlag GmbH & Co. KG firmierte. Diese gehört seit 2016 zu GCM Go City Media, nachdem sie zuvor von 1996 bis 2013 dem Berliner Verlag und von 2013 bis 2015 dem Raufeld Verlag gehörte. Die verkaufte Auflage sank von 77.507 Exemplaren im ersten Quartal 1998 auf 12.838 Exemplare im ersten Quartal 2022, ein Minus von 83,4 Prozent. Der Raufeld Verlag übernahm 2014 auch das Konkurrenzprodukt Zitty. Ab 2016 wurden Tip und Zitty bei GCM Go City Media von einer gemeinsamen Redaktion erstellt. 2020 wurde Zitty eingestellt.

## Profil
Neben einem umfangreichen Veranstaltungskalender für Kino, Konzerte, Partys, Theater etc. bietet tip Berlin aktuelle Trends aus der Stadt, Reportagen, Interviews und Rezensionen zu Film, Kunst, Musik, Theater, Literatur und Stadtleben. Das Supplement TV-tip, inzwischen als tip Fernsehen Bestandteil des Heftes, wurde bis Ende 2006 verlagsintern produziert und wird inzwischen vom Nürnberger Serviceunternehmen TVI geliefert, von dem u. a. auch die Inhalte der TV-Zeitschrift rtv stammen.
Ab 1985 veröffentlichte man Filmjahrbücher, bis Ausgabe 3 in Zusammenarbeit mit dem Eichborn-Verlag. Mit dem 12. Band wurde die Buchreihe dann 1996 eingestellt.
Weiterhin erscheinen unter dem Label tip Edition regelmäßige Sonderhefte wie der Gastroführer tip Speisekarte und Berlin mit Kind mit zahlreichen Tipps für Familien in Berlin. Seit 2013 wird auch der Ableger München mit Kind verlegt. Neben diesen in Buchform erscheinenden Publikationen produziert die Redaktion Booklets zum Beispiel zu Gartenlokalen, Frühstückscafés oder Kinderadressen und Beilagen zu Themen wie Fitness, Wohnen, Gastronomie und Kultur. Zwei Mal im Jahr erscheint außerdem der Tip Campus, der kostenlos in einer Auflage von 40.000 Exemplaren an allen Berliner Hochschulen verteilt wird.
Im Mai 2014 begann das Magazin mit einer Edition limitierter Siebdrucke Berliner Künstler. Eröffnet wurde diese von Kat Menschik mit der Arbeit Berlin Wild Life. Die Grafik zeigt einen von Wildtieren bevölkerten typischen Berliner Hinterhof. Es folgte Anfang 2015 eine Grafik des Zeichners ATAK.
Ab 1996 gehörte die Tip Verlag GmbH & Co. KG dem Berliner Verlag, der sie 2013 an den Raufeld Verlag verkaufte. 2013 wurde die Tip Verlag GmbH & Co. KG in Tip Berlin Media Group GmbH umfirmiert, die seit 2016 zu GCM Go City Media gehört.

## Redaktionsleitung
- Werner Matthes – Leitender Redakteur 1977–1985
- Hans-Georg Sausse – Leitender Redakteur 1985–1986
- Alfred Holighaus – Redaktionsleiter 1986–1995
- Karl-Hermann Leukert – Chefredakteur 1995–2006
- Heiko Zwirner – Chefredakteur 2006–2012
- Stefanie Dörre – Chefredakteurin seit 2013

## Liste der „100 peinlichsten Berliner“
Das Stadtmagazin stellt seit 1999 jährlich eine „Liste der 100 peinlichsten Berliner“  zusammen, die in der tip-Ausgabe zum Jahreswechsel veröffentlicht wird. Ursprünglich wurden Reihenfolge und Gewinner durch eine Jury festgelegt, heute können auch Leser der tip-Website per Abstimmung mitentscheiden. Die hundert zur Auswahl stehenden Berliner werden vom tip mit einem sarkastisch bis gehässig gehaltenen Kurztext versehen. Die Bekanntgabe der Liste sorgt regelmäßig für eine zumindest regionale Presseresonanz.

## Kritik
Zum 1. Januar 2008 wurde die Verarbeitung von Veranstaltungsdaten in die Cine Marketing GmbH ausgegliedert, an der der tip Verlag und der Zitty Verlag mit jeweils 50 Prozent beteiligt sind. Das Unternehmen ist auch für weitere Medien des Berliner Verlags und der Tagesspiegel-Gruppe tätig. Die Ausgliederung sorgte für Kritik, weil die Veranstalter für die Einpflegung ihrer Termine nun bezahlen müssen und das Unternehmen in Berlin eine marktbeherrschende Stellung hat.